# Kasimir Leino

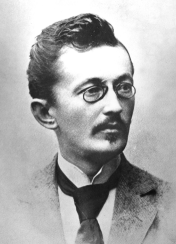
Kasimir Leino.

Kasimir Leino, pseudonym för Kasimir Agathon Lönnbohm, född 17 november 1866 i Paldamo, död 8 mars 1919 i Helsingfors, var en finländsk skald och publicist. Han var son till kommissionslantmätaren Anders Lönnbohm (som tillhörde en gammal karelsk bondesläkt Mustonen och i ungdomen antog namnet Lönnbohm) och bror till Eino Leino.
Lönnbohm blev student 1884, filosofie licentiat 1896 på avhandlingen Prosper Mérimée, elämäkerta ja teokset (Prosper Mérimée, hans liv och hans verk, 1895), var 1890–97 litteratur-, konst- och teaterkritiker i den ungfinska tidningen Päivälehti och verkade en tid som regissör vid Finlands nationalteater. Tillsammans med brodern utgav han 1898–99 tidskriften "Nykyaika" (Nutid). Han var direktör för Finska landsortsteatern 1899–1903 och vid den av honom upprättade Suomen näyttämö (Finska skådebanan) 1904–05. Senare var han konstkritiker i den gammalfinska tidningen "Uusi Suometar". 
Leinos viktigaste arbeten är novellsamlingen Elämästä (Ur livet, 1889), diktsamlingarna Ristiaallokossa (Brottsjöar, 1891), Väljemmillä vesillä (På vidare vatten, 1893), Runoja (Dikter, 1899), skådespelet Jaakko Ilkka ja Klaus Flemming (Jakob Ilkka och Klas Flemming, 1901). Han bidrog verksamt till att öppna den finskspråkiga litteraturen för inflytanden från modern europeisk estetisk kultur och till det finska diktspråkets utveckling.
Han är begravd på Sandudds begravningsplats i Helsingfors.